# Mama's Boys
I Mama's Boys furono una band heavy metal degli anni ottanta di Enniskillen, County Fermanagh (Nord Irlanda) composta da tre fratelli dal nome McManus: Pat "The Professor" alla chitarra, John al basso e voce e Tommy alla batteria. Nel 1987 entrò a far parte del gruppo Keith Murrell nelle vesti di cantante, sostituito due anni dopo da Mike Wilson.

## Storia
I fratelli McManus, che crebbero in una fattoria nei pressi di Derrylin, County Fermanagh, diedero inizio alla loro carriera musicale data la grande passione per la musica tradizionale irlandese venendo ispirati anche alla celtic rock band irlandese, Horslips. L'idea nacque dal fratello minore Tommy che già suonava la batteria e che darà inizio al progetto con il consenso dei fratelli. Nei tardi anni 70 i tre fratelli divennero grandi fans degli Horslips e partecipavano ai loro concerti ogni volta che era loro possibile. Col tempo strinsero un'amicizia con i membri del gruppo. Fu in questo periodo che i tre fondarono il nuovo gruppo inizialmente sotto il nome di Pulse prima di cambiarlo in Mama's Boys. Barry Devlin degli Horslips venne a conoscenza della loro band ed andò a visitarli durante le loro sessioni. Egli venne impressionato dalle potenzialità del trio e offrì loro di supportare gli Horslips nel loro tour del 1979.
Anche se il loro eroi Horslips mixavano la musica tradizionale con l'hard rock, i McManus essendo tecnicamente superiori, non abbracciarono mai sonorità celtiche, tranne qualche occasionale assolo di fiddle di Pat, ma si direzionarono sulla musica heavy metal. Dal 1980 cominciarono a circolare alcuni bootleg del gruppo ed inoltre furono impegnati in intensivi tour in Irlanda. Nel 1981 vennero invitati a supportare gli Hawkwind nel loro tour britannico. Nel 1982 registrarono il loro debutto auto finanziato, intitolato Plug It In. Da questo venne estratta la hit single in Irlanda "Needle In The Groove".
Il secondo album Turn It Up venne realizzato nel 1983. Lo stesso anno suonarono al fianco dei Thin Lizzy nel loro tour d'addio e successivamente al Reading Rock Festival mentre poco dopo firmarono un contratto con la Jive Records, sottoetichetta della Sony. Il primo album realizzato per la Jive fu una compilation dal titolo omonimo che raccoglieva materiale dei primi due dischi con l'aggiunta di alcun nuove tracce. Uno dei nuovi brani era la reinterpretazione degli Slade "'Mama Weer All Crazee Now" che venne lanciata come singolo e raggiunse la posizione 54 nelle classifiche americane. Il video raggiunse una buona sponsorizzazione su MTV e ciò aiutò la band a farsi conoscere negli States dove erano in tour nel 1984. Curiosamente la heavy metal band statunitense Quiet Riot aveva realizzato contemporaneamente la stessa cover degli Slade, ma la versione dei Mama's Boys ottenne posizioni più alte nelle classifiche venendo maggiormente considerata, nonostante i Quiet Riot fossero molto più popolari in America.
Nel 1985 il disco Power and Passion sfondò nelle classifiche di Billboard top 100 statunitensi. Seguirono tour di successo negli States, Europa e Giappone. Durante le date europee Tommy ebbe una ricaduta di leucemia, malattia che egli aveva contratto da bambino e venne sostituito da Jimmy DeGrasso, membro dei Y&T, in occasione del tour. Una volta ricoverato, Tommy raggiunse nuovamente il tour in Irlanda ma riscontrò presto un'altra ricaduta e venne nuovamente portato in ospedale.
Nel 1987 il cantante Keith Murrell venne contattato dopo che John cominciò a riscontrare alcuni problemi con le corde vocali e passarono alle registrazione del nuovo album dal titolo di Growing Up The Hard Way. La Jive Records contattò Murrell con l'idea di dare un sound più commerciale e melodico al gruppo, ed accantonare le sonorità grezze a favore di linee musicali vicine al AOR. Tuttavia l'intenzione dell'etichetta venne respinta dal gruppo e di conseguenza il contratto con la Jive, che ebbe termine quell'anno, non venne rinnovato, e Keith Murrell abbandonò il progetto.
Nel 1989 con il nuovo cantante Mike Wilson, e sotto un nuovo management, si ricollocarono nel Regno Unito. Diedero così alle stampe l'album dal vivo Live Tonite nel 1991, seguirono tour in Europa. Realizzarono il disco Relativity nel 1992. Durante un tour in Italia nel 1993, Tommy ebbe nuovamente problemi e le date vennero cancellate. L'anno seguente Tommy venne sottoposto ad un trapianto di midollo, ma durante l'operazione venne a mancare. I fratelli vennero devastati dalla notizia e decisero di sciogliere i Mamas Boys. In occasione del primo anniversario della morte di Tommy, John compose un brano tradizionale con il whistle per suo fratello e ciò portò lui ed il fratello Pat e rivisitare le loro radici irlandesi e fondare un nuovo progetto di musica celtica/new Age chiamato Celtus.
Nel 2003, Pat McManus raggiunse la rock band irlandese Indian e continua tuttora l'attività con il gruppo. John McManus è attualmente impegnato nei riformati Fastway capeggiati dall'ex chitarrista dei Motörhead "Fast" Eddie Clarke.

## Formazione

### Ultima
- Mike Wilson - voce (1989-93)
- Pat McManus - chitarra (1979-93)
- John McManus - basso (1979-93), voce (1979-87)
- Tommy McManus - batteria (1979-93) (R.I.P.)

### Ex componenti
- Mickey Fenlon - voce (1986-87)
- Keith Murrell - voce (1987-88)
- Connor McKeon - voce (1988-89)
- Alan Williams - tastiere (1989-93)
- Jimmy DeGrasso – batteria (1985-86)

## Discografia

### Album in studio
- 1982 - Plug It In
- 1983 - Turn It Up
- 1984 - Mama's Boys
- 1985 - Power and Passion
- 1987 - Growing up the Hard Way
- 1992 - Relativity

### Live
- 1991 - Live Tonite

### Raccolte
- 2000 - The collection

### Singoli
- Belfast City Blues (1982)
- In the Heat of the Night (1982)
- Needle In The Groove (1982)
- Too Little Of You To Love (1983)
- Midnight Promises (1984)
- Mama We're All Crazee Now (1984)
- Needle In The Groove (1985)
- Higher Ground (1987)
- Waiting For A Miracle (1987)